# Polk County (Severní Karolína)
Polk County je okres amerického státu Severní Karolína založený v roce 1855. Hlavním městem je Columbus. Leží v západní části Severní Karolíny u hranic se státem Jižní Karolína. Pojmenovaný je podle plukovníka Williama Polka.

## Sousední okresy
| Růžice kompasu |                                   | Rutherford County              |                                    | Růžice kompasu |
| Růžice kompasu | Henderson County                  | Sever                          | Rutherford County                  | Růžice kompasu |
| Růžice kompasu | Henderson County                  | Polk County (Severní Karolína) | Rutherford County                  | Růžice kompasu |
| Růžice kompasu | Henderson County                  | Jih                            | Rutherford County                  | Růžice kompasu |
| Růžice kompasu | Greenville County, Jižní Karolína |                                | Spartanburg County, Jižní Karolína | Růžice kompasu |

## Vývoj počtu obyvatel
Počet obyvatel